# Ara (állatnem)
Az ara (Ara) a madarak (Aves) osztályának papagájalakúak (Psittaciformes) rendjébe és a papagájfélék (Psittacidae) családjába tartozó nem.

## Előfordulásuk
Amint erre besorolásuk bizonytalansága is utal, valamennyi faj újvilági: a kontinensen Közép-Argentínától Mexikóig élnek, és benépesítették a Karib-térség szigeteit is, a szigeti fajok legtöbbje azonban mára kipusztult.

## Megjelenésük
Testhosszúk egyaránt mintegy 80 centiméter. Farkuk hosszú. A legtarkább és éppen ezért legismertebb papagájok közé tartoznak. Ebből a nemből kerülnek ki a papagájalakúak (Psittaciformes) egész rendjének legnagyobb testű képviselői: a kéksárga ara (Ara ararauna) és a sárgaszárnyú ara (Ara macao).

## Életmódjuk
A fajok többsége a trópusi esőerdő lombkoronájában él, és növényevő.

## Rendszerezésük
A nembe az alábbi, ma élő fajok tartoznak:
- Zöld ara (Ara ambiguus)
- Kéksárga ara vagy ararauna (Ara ararauna)
- Zöldszárnyú ara (Ara chloropterus)
- Kéktorkú ara (Ara glaucogularis)
- Sárgaszárnyú ara vagy makaó (Ara macao)
- Katonaara (Ara militaris)
- Vörösfülű ara (Ara rubrogenys)
- Barnahomlokú ara (Ara severus)

Régebben ide sorolt fajok:
- Északi törpeara (Diopsittaca  nobilis)
- Kékfejű ara (Primolius couloni)
- Sárganyakú ara (Primolius auricollis)
- Maracana-ara (Primolius maracana)
- Sárgaarcú ara (Orthopsittaca manilata)

## Kihalt fajok
Az Ara nembe a ma élő fajokon kívül, mára már kihalt fajok is tartoznak. Ezek közül egyetlen faj ismert kitömött példányok és szakszerű leírások alapján:
- † Kubai ara (Ara tricolor) – Kuba

További fajok is tartozhattak ide, melyek többsége kihalt, mielőtt tudományosan pontosan meghatározhatták volna őket, emiatt hipotetikus fajoknak számítanak. Mind a Karibi-szigetvilágban élt. Egyes fajokat a szigeteikre betelepülő indiánok irtottak ki még jóval Amerika felfedezése előtt. Néhány faj még életben volt, amikor az első európaik megérkeztek az Antillákra, egyikükről-másikukról feljegyzések is maradtak fenn. Később megtalálták csontmaradványaikat minden olyan szigeten, ahol valaha éltek. Ma már nem állapítható meg egyértelműen, hogy viszonylag sok, egymástól jól elkülönült faj élt-e ott, vagy csak egy-két faj alfajai.
Az alábbi hipotetikus fajok tartozhattak ide:
- † Dominikai ara (Ara atwoodi) - Dominika
- † Puerto Ricó-i ara (Ara autocthones) - Saint Croix, Amerikai Virgin-szigetek
- † Vörösfejű ara (Ara erythrocephala) - Jamaica
- † Sárgáskék ara (Ara erythrura) - Karib-szigetek
- † Jamaikai ara (Ara gossei) - Jamaica
- † Guadeloupe-i ara (Ara guadeloupensis) - Guadeloupe
- † Martinique-i ara (Ara martinica)  - Martinique